# Tornado (cheval)
Pour les articles homonymes, voir Tornado.
Tornado est un cheval de fiction lié à Zorro que l'on retrouve dans la plupart des livres, films et téléfilms de ce dernier. Cet étalon de robe noire est d'une aide précieuse pour son cavalier par son obéissance, sa rapidité et son aptitude au combat. Historiquement, il est logique de penser que Tornado était un cheval américain de race Quarter Horse[Interprétation personnelle ?].

## Création
Le personnage de Zorro est créé par Johnston McCulley en 1919 dans son roman-feuilleton Le Fléau de Capistrano. Dès ses débuts, le héros monte un cheval de couleur sombre ou noir mais à aucun moment le nom de sa monture n'est cité, que ce soit dans la première histoire ou dans les suivantes. Même dans le récit Zorro's Stolen Steed (« Le destrier volé de Zorro ») où l'étalon est au centre de l'histoire, il est cité comme « le cheval » (the horse), « le cheval noir de Zorro » (the black horse of Zorro) ou le « grand noir » (big black). Ce n'est qu'en 1957, lorsque sort la série Zorro de Disney que l'étalon est nommé Tornado.

## Adaptations
L'histoire et le caractère de Tornado varient selon les versions au fil des années.
Dans la série télévisée de 1957, Tornado est un cheval fort et rapide. C'était un cheval sauvage ayant grandi dans les collines. C'est également la première fois où l'animal est nommé.
Dans la série de 1990, après le premier exploit de Zorro (il libère son père et Victoria Escalante de prison), Diego décide qu'il a besoin d'un cheval rapide que personne n'a jamais vu dans la région. Lui et Felipe découvrent un cheval noir et le poursuivent. Ils le retrouvent dans une petite vallée où l'étalon protège un poulain malade. Après s'être occupé du poulain, Diego réussit à ramener l'étalon dans la cachette de Zorro. Felipe le nomme « Tornado » à cause de sa force et de sa vitesse. Dans la série, Tornado montre une grande intelligence et de l'initiative, comme libérer et chasser les chevaux des soldats, ou guider Felipe à Zorro quand celui-ci est blessé.
Dans le film Le Masque de Zorro (1998), quand Diego retourne dans sa maison après vingt ans d'emprisonnement, Tornado a disparu. Son successeur, Alejandro Murrieta vole son cheval aux soldats et le nomme Tornado d'après la monture du premier Zorro. L'animal est intelligent mais à moitié sauvage et à peine dressé et semble rendre délibérément la vie difficile à son futur maître. Ce second Tornado est présenté comme un Andalou noir, bien que ce soit un Frison qui joue le rôle.
Dans le roman Zorro (en) d'Isabel Allende (2005), Tornado est offert à Don Diego de la Vega à son retour en Californie par son frère de lait, Bernardo et la femme de celui-ci.

## Chevaux acteurs
À noter que plusieurs chevaux servent aux diverses scènes de tournage selon leurs aptitudes (vitesse, acrobaties, gros plans, etc.).

### Zorro, série de 1957-1961
Dans la série de Walt Disney, le cheval Tornado fut joué par quatre étalons noirs, différents selon les scènes. Le principal se nommait Diamond Decorator et était un cheval de course. Les trois autres étaient Midnight, un Quarter Horse ; Rex, un American Saddlebred et Ribbon, un cheval sans papiers,.
Phantom, l’étalon blanc qui est apparu dans quelques épisodes de la deuxième saison, se prénommait King et était un pur-sang anglais.

### Le Masque de ZorroetLa Légende de Zorro
Dans Le Masque de Zorro (1998) et sa suite La Légende de Zorro (2005), Tornado est présenté comme un Andalou mais est joué par des frisons.
Dans le premier film de 1998, l’étalon principal est Casey. D’après le dresseur Bobby Lovgren : « Antonio Banderas le monte dans la grande majorité du film ». Dans la scène où Zorro siffle Tornado d’un mur et lui saute sur le dos mais finit par s’écraser au sol, le cheval est joué par deux étalons, Casey et Duke.
Dans la suite de 2005, onze chevaux frisons incarnent Tornado. Le cheval principal est un étalon nommé Ariaan. La scène du cheval adossé au mur, les jambes croisés et ramassant une bouteille est jouée par un autre cheval, El Lobo. Ariaan a été choisi pour ses aptitudes en spectacle et pour sa petite taille qui convenait à son cavalier Antonio Banderas.

### Autres
- Dans le Zorro de Duccio Tessari interprété par Alain Delon en 1975, Tornado semble plutôt être un cheval ibérique ou français.